# Мельничное (Омская область)
Ме́льничное — село в Омском районе Омской области. В составе Дружинского сельского поселения.

## История
В 1928 г. состояло из 199 хозяйств, основное население — русские. Центр Мельничного сельсовета Любинского района Омского округа Сибирского края.

## Население
| 2006 | 2010 |
| ---- | ---- |
| 654  | ↗665 |